# Pseudoamallothrix laminata
Pseudoamallothrix laminata är en kräftdjursart som först beskrevs av Farran 1926.  Pseudoamallothrix laminata ingår i släktet Pseudoamallothrix och familjen Scolecitrichidae. Inga underarter finns listade i Catalogue of Life.